# Alnagon

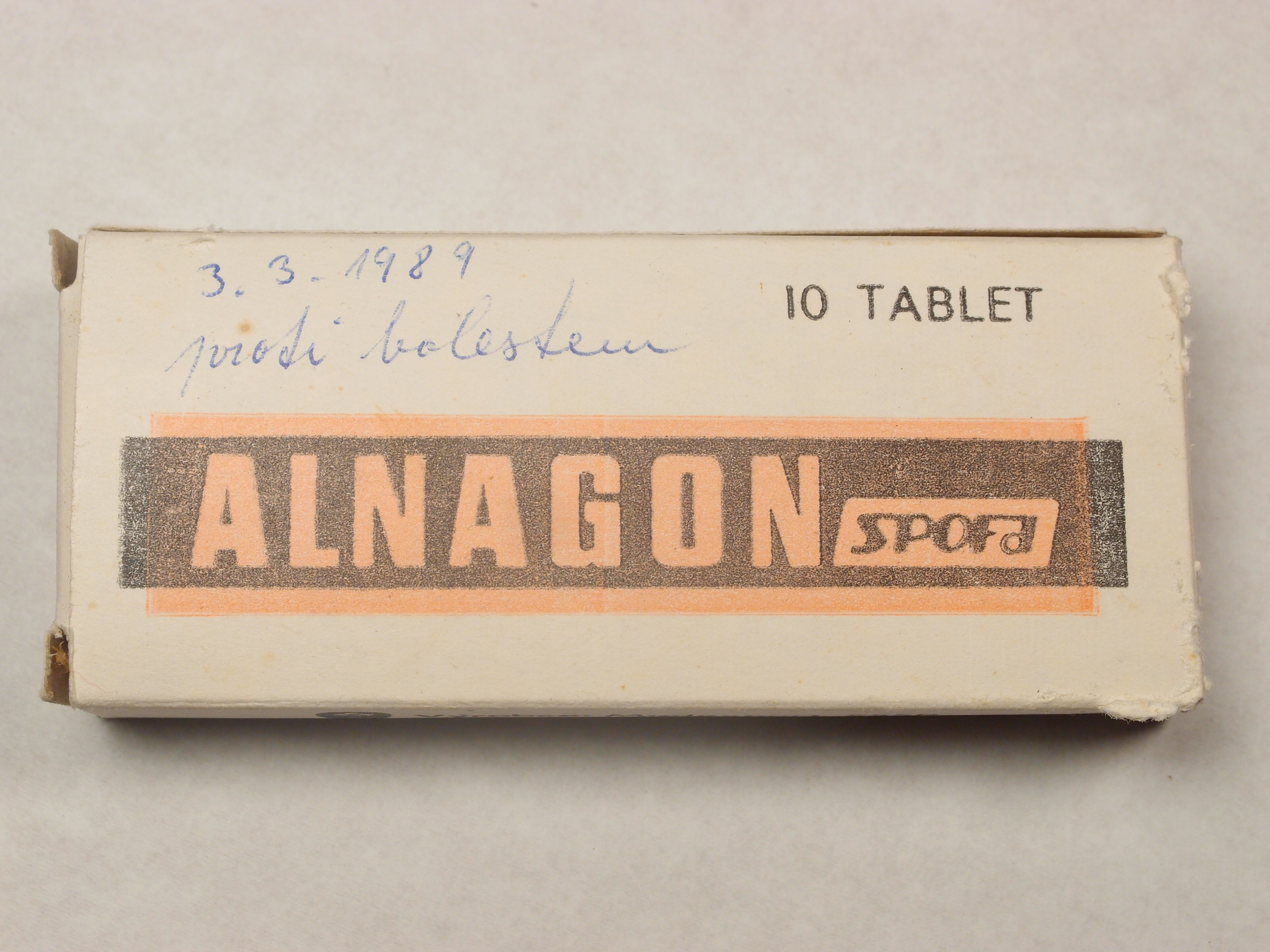
Krabička Alnagonu z roku 1989 zepředu

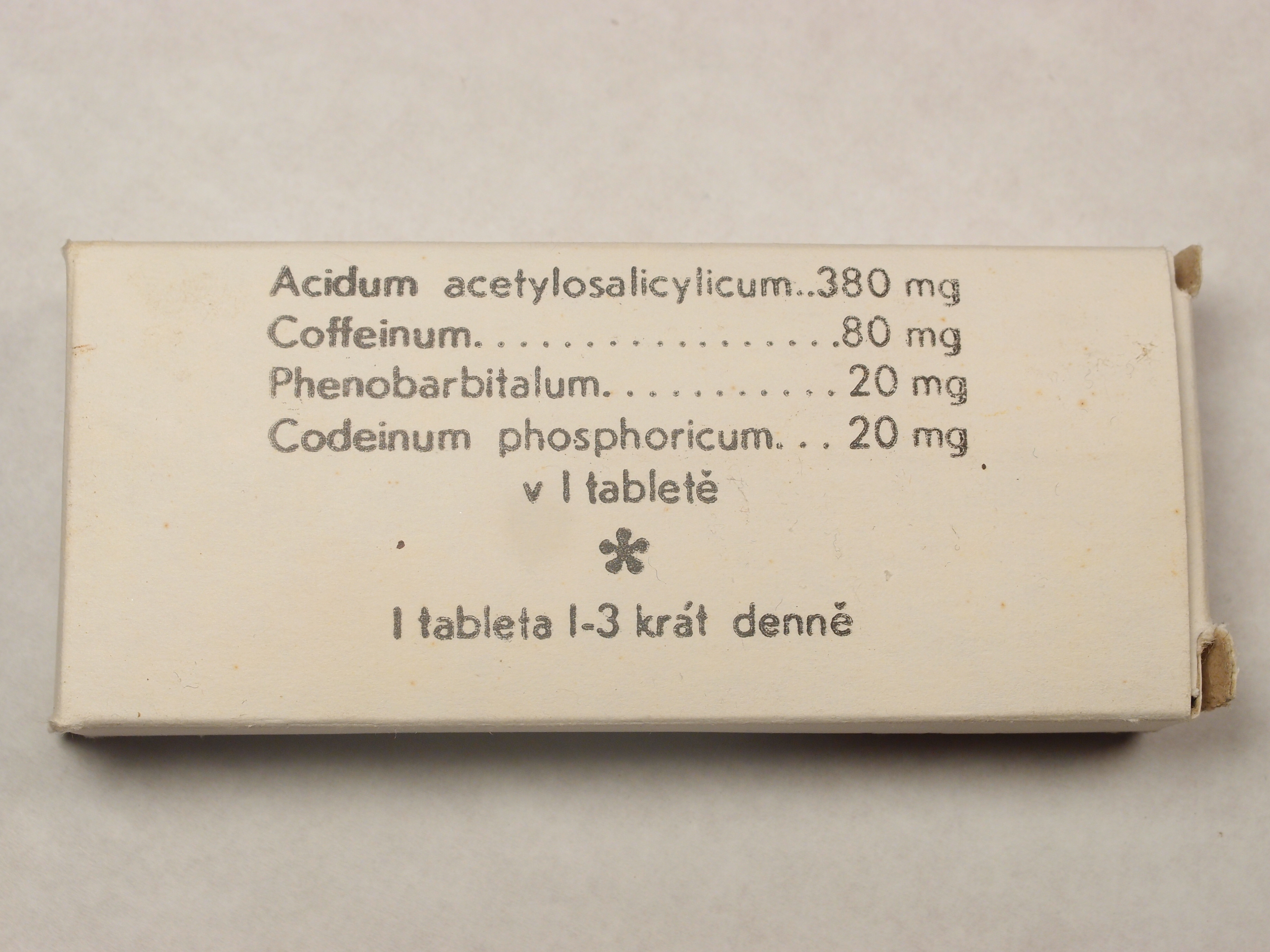
Krabička Alnagonu z roku 1989 zezadu

Alnagon, lidově „Áčko“, byl lék (analgetikum) obsahující kodein, kofein, kyselinu acetylsalicylovou a fenobarbital. Používal se především proti bolestem hlavy. Do roku 1987 byl volně prodejný. Přestal se vyrábět v roce 2011, v důsledku jeho zneužívání drogově závislými.

## Složení
V jedné tabletě:
- kyselina acetylsalicylová 380 mg
- kofein 80 mg
- kodein-fosfát[3] 20 mg
- fenobarbital 20 mg

## Alnagon neo
Zentiva vyrábí pro slovenský trh Alnagon neo, který postrádá jednu ze složek původního léku – fenobarbital, jinak je složení stejné. Na migrénu ve většině případů zabírá jako původní Alnagon.

## Alnagon v Rumunsku
V Rumunsku Zentiva pod názvem Alnagon podává jiný lék obsahující (pouze) oxykodon-hydrochlorid (5, 10, 20 či 40 mg), který je v jiných zemích, včetně ČR, registrován pod názvem Dolocodon.